# حسيب الربيعي
اللواء الركن حسيب الربيعي (1905 - 1956)، وهو أبو أياد حسيب باشا بن عثمان وفيق بن محمد بك بن مصطفى بن علي بن عبد الله بن محمد بن علي باشا ابن محمد باشا الطيار الربيعي، ولقد كان جده محمد باشا الطيار هو من حارب الفرس وأخرجهم من بغداد صحبة السلطان مراد الرابع عام 1638م، ولقد كانت دار الربيعي ملجأ لذوي الحاجات في بغداد، ومجمعا لذوي الفضل والعلم والأدب، ومجلسا لمناقشة أمور السياسة والتجارة، يحضرها وجهاء بغداد وعلماؤها. وقد تمت تسمية شارع الربيعي في منطقة زيونة ببغداد تكريما له.

## الولادة والنشأة
ولد حسيب في بغداد عام 1322 هـ/ 1905م، ودرس في مدارسها، والتحق بالكلية العسكرية كما التحق معهُ في نفس الدورة أخوه نجيب الربيعي أول رئيس لجمهورية العراق، وتخرج ضابطاً من الكلية العسكرية الملكية في 1 تموز 1927م، وتخرج من كلية الأركان العراقية عام 1935م، واوفد إلى بريطانيا لأكمال دراسته، ودخل عدة دورات عسكرية في لندن، وعند رجوعه لبغداد أشغل عدة مناصب عسكرية عالية، وكان أول ضابط أصبح آمر الكلية العسكرية هو من خريجيها، حيث شغل منصب آمر الكلية من 6 آب 1944 لغاية 31 آب 1944م، وكان آخر منصب شغلهُ هو المعاون الإداري لرئيس أركان الجيش العراقي.

## من انجازاته
كانت لحسيب الربيعي العديد من الانجازات المهمة ولعل من أهمها تأسيس صنف الهندسة الآلية الكهربائية عام 1950، وكان تشكيلها على غرار التنظيم البريطاني لصنف الهندسة الآلية الكهربائية (ومن ثم اشغل آمرية الصنف فكان أول مدير لهذا الصنف الفني الحيوي للجيش)، وكذلك تأسيس جمعية بناء المساكن التعاونية للضباط عام 1953. حيث اقترح على الحكومة إنشاء مشاريع اسكان للضباط والموظفين على ان تستقطع من رواتبهم وتملك لهم رسميا، ولكن توفي عام 1956 ولم يكتمل المشروع. وعند انتهاءه اعطي ورثته دارا في حي اليرموك. وسمي شارع الربيعي في بغداد نسبة له.

## وفاته
توفي ظهر يوم الأحد 17 صفر 1376هـ/الموافق 23 أيلول 1956م، وشيع جثمانه صباح يوم الأثنين باحتفال عسكري مهيب، مشى فيهِ أمراء الجيش والوزراء والأعيان في بغداد، وحضر التشييع ممثل الملك فيصل الثاني ودفن في مقبرة الخيزران عند أبيه بجوار قبر والي العراق رشيد باشا الكوزلكلي.